# جوزف د کرکر
جوزف د کرکر (انگلیسی: Joseph De Craecker; ۱۹ ژانویهٔ ۱۸۹۱ – ۲۵ اکتبر ۱۹۷۵) ورزشکار شمشیربازی اهل بلژیک بود.
وی در مسابقات کشوری و بین‌المللی در مجموع برندهٔ ۲ مدال نقره شده‌است.